# Willy Puchner
Willy Puchner (Mistelbach an der Zaya, 1952. március 15. –) osztrák fényképész, művész, rajzművész.

## Életrajz
Willy Puchner Alsó-Ausztriában egy fényképészházaspár fiaként nőtt fel. 1967-től 1974-ig a Höhere Graphische Lehr- und Versuchsanstalt fényképész szakát látogatta Bécsben. Ezután maga is mint oktató tanított ebben az iskolában. 1978 óta mint független fényképész, rajzművész, művész és szerző tevékenykedik.
1983 és 1988 között filozófiát, publicisztikát, történelmet és szociológiát tanult. 1988-ban jelent meg szociálfilozófiai diplomamunkája Über private Fotografie (Személyes fényképészetről) címmel. 1989 óta a Wiener Zeitung (bécsi lap) rendszeres munkatársa.
Hírességre a Die Sehnsucht der Pinguine (A pingvinek vágya) című projektjével tett szert. 4 évig utazott a poliészterből készült pingvinfigurákkal Joe-val és Sally-vel az ő és a mi vágyaink színhelyeire: a tengerhez, a sivatagba, New Yorkba, Sydney-be, Pekingbe, Párizsba, Velencébe, Tokióba, Honoluluba és Kairóba, hogy fényképen rögzítse őket. A pingvinek szeme előtt a látszólag ismerős, ezerszer látott kép újra idegennek és újnak hat.
Freddy Langer a következőt írta a Frankfurter Allgemeine Zeitungban erről a projektről: „Híres látnivalók előtt pózoltatta őket, mintha turisták lettek volna, így fényképezte le őket. Ilyen módon készítette el a 20. század valószínűleg legszebb fotóalbumát: A pingvinek vágyát. (FAZ, 2001. március 8.)“
Willy Puchner sokat dolgozott idős emberekkel, így keletkeztek a „Die 90-jährigen“ (A 90 évesek), „Dialog mit dem Alter“ (Párbeszéd a korral), „Die 100-jährigen“ (A 100 évesek), „Lebensgeschichte und Fotographie“ (Élettörténet és fényképészet), „Liebe im Alter“ (Szerelem idős korban) projektek.

## Kiállítások
- Museum Moderner Kunst, Bécs
- Künstlerhaus, N.Ö. Galerie, Bécs
- Museum des 20. Jahrhundert, Bécs
- Österreichisches Fotomuseum, Bad Ischl
- Steirischer Herbst, Graz
- Berlin, Braunschweig, Bremen, München
- Norfolk, Washington, (USA), Bombay (India), Beirut (Libanon), Tokió, Oszaka, Óita, Nagoja és Szapporo (Japán)

## Művek
- Bäume, 1980, (szöveg Henry David Thoreau), ISBN 3-85447-271-4
- Zum Abschied, zur Wiederkehr, 1981 (szöveg Hermann Hesse), ISBN 3-20601-222-8
- Gestaltung mit Licht, Form und Farbe, 1981, ISBN 3-87467-207-7
- Strahlender Untergang, (szöveg Christoph Ransmayr), 1982, ISBN 3-85447-006-1
- Andalusien, (szöveg Walter Haubrich), 1983, ISBN 3-7658-0420-7
- Die Wolken der Wüste, 1983 (szöveg Manfred Pichler), ISBN 3-89416-150-7
- Dorf-Bilder, 1983, ISBN 3-21800-387-3
- Zugvögel seit jeher, 1983, (szöveg Erich Hackl), ISBN 3-21024-848-6
- Das Herz des Himmels, 1985, (szöveg Erich Hackl), ISBN 3-21024-813-3
- Die Sehnsucht der Pinguine, 1992, ISBN 3-44617-200-9
- Ich bin …, 1997, ISBN 3-79182-910-6
- Tagebuch der Natur, 2001, ISBN 3-85326-244-9
- Flughafen. Eine eigene Welt, 2003, ISBN 3-85326-277-5
- Illustriertes Fernweh. Vom Reisen und nach Hause kommen, 2006,.ISBN 3-89405-389-5
- Wien. Vergnügen und Melancholie, 2008, ISBN 3-85033-159-8